# Ювелірна справа (фільм)
«Ювелірна справа» («Ювелирное дело») — радянський телефільм 1983 року, знятий режисером Львом Цуцульковським на студії «Лентелефільм».

## Сюжет
На пульт позавідомчої охорони надійшов сигнал. У дверях квартири, що охороняється, міліція затримує злодюжку. У нього знаходять мішечок із золотими виробами. Після допиту він сам показує, де їх узяв. Це квартира працівника ювелірного магазину «Яхонт» Зої Малініної. Вона про зникнення не заявляла. Начальник відділу відчуває, що ця справа не проста. Слідчий під виглядом купівлі подарунка на весілля своєю підлеглою, знайомиться з Малініною.

## У ролях
- Микита Подгорний — Борис Олексійович Кравцов, слідчий, майор міліції (озвучив В'ячеслав Шалевич)
- Людмила Чурсіна — Зоя та Тетяна Малінін, сестри-близнюки
- Іван Дмитрієв — Сергій Іванович, полковник міліції
- Борис Соколов — Тимофій Черемних
- Ігор Ерельт — Петрович, капітан міліції (на копальні)
- Микола Іванов — капітан міліції
- Галина Гудова — Тоня
- Володимир Труханов — Шмаков, злодій-домушник
- Валерій Полєтаєв — капітан міліції Комаров
- Віктор Сухоруков — Вася
- Валерій Нікітенко — експерт
- Юрій Лазарев — Іван Олексійович, прокурор
- Ірина Демич — Катя, подруга Тимофія, самогонниця
- Олександр Захаров — лейтенант міліції Єрмаков
- Валентина Єгоренкова — Ольга Миколаївна, директор «Яхонта»
- Віктор Гоголєв — ювелір
- Анатолій Петров — Ігор, міліціонер
- Маргарита Шпак — епізод
- Микола Муравйов — мешканець сибірського селища
- Олексій Михайлов — співробітник міліції

## Знімальна група
- Режисер — Лев Цуцульковський
- Сценаристи — Наталія Головко, Павло Грахов
- Оператор — Ігор Наумов
- Композитор — Віктор Лебедєв
- Художник — Микола Субботін